# Saint-Cyr-de-Salerne
Saint-Cyr-de-Salerne è un comune francese di 218 abitanti situato nel dipartimento dell'Eure nella regione della Normandia.

## Società

### Evoluzione demografica
Abitanti censiti